# Leo von Bayer-Ehrenberg
Leo Karl von Bayer-Ehrenberg (* 17. April 1888 in München; † nach 1943) war ein nationalsozialistischer deutscher Funktionär. Er war NSKK-Gruppenführer.

## Leben
Er stammte aus dem Adelsgeschlecht von Bayer-Ehrenberg. Im Jahre 1907 trat er in das Militär ein und nahm später als Offizier am Ersten Weltkrieg teil. 1919 schied er als Hauptmann a. D. aus dem Militärdienst aus. Er trat in die Zünder-Apparatebau-GmbH ein, deren Geschäftsführer er wurde. Bis 1933 hatte er auch den Direktorposten bei verschiedenen Zündapp-Niederlassungen übernommen.
Ende der 1920er Jahre unternahm er mit Hans Tichtert eine 5000 km lange Motorradreise durch fünf Länder, über die er mit dem Namen 5000 km Südlandfahrt: Eine Motorradreise durch 5 Länder ein Buch publizierte.
In seiner Freizeit wurde er im Jahre 1932 Kraftfahrsportreferent der Motorgruppenstaffeln Berlin und gehörte somit indirekt zur SA-Gruppe Berlin-Brandenburg. Nach der „Machtergreifung“ der Nationalsozialisten trat er zum 1. Mai 1933 in die NSDAP (Mitgliedsnummer 2.636.942) und in die SA ein. Er verließ die Zündapp-GmbH und wurde die rechte Hand des Chefs des SA-Kraftfahrwesens und leitete das Amt Motorsport der SA-Korpsführung in Berlin. Er war Stabsführer in der Obersten Nationalsozialistischen Sportbehörde für die deutsche Kraftfahrt (ONS). Im November 1941 übernahm er die Führung der NSKK-Motorgruppe Luftwaffe. 1942 erfolgte seine Beförderung zum NSKK-Gruppenführer.
Leo von Bayer-Ehrenberg heiratete am 28. April 1913 die Jüdin Stefanie Hesselberger (geb. 27. Oktober 1887). Stefanie von Bayer-Ehrenberg lebte bis Anfang 1942 mit Unterbrechungen wohl vorwiegend in der Villa des 1933 verstorbenen Philanthropen James Loeb in Hochried, Murnau. Offiziell war sie im Lager Milbertshofen gemeldet, lebte jedoch mit ihrem Neffen Curt Mezger, dem Lagerleiter, bei der Gräfin von Harrach. Am 3. April 1942, einen Tag vor der Deportation nach Piaski, wurde sie um 12.30 tot im Lager aufgefunden, sie hatte mit Veronal Suizid verübt.
Leo von Bayer-Ehrenberg lebte in Berlin-Halensee, Albrecht-Achilles-Straße 4.